# Johan Micoud
Johan Micoud (* 24. června 1973, Cannes) je bývalý francouzský fotbalista. Hrával na pozici záložníka.
S francouzskou fotbalovou reprezentací vyhrál mistrovství Evropy roku 2000. Hrál též na světovém šampionátu 2002. Celkem za národní tým odehrál 17 utkání a vstřelil 1 gól.
S Girondins Bordeaux se stal mistrem Francie (1998–99), s Werderem Brémy mistrem Německa (2003–04). S Werderem vybojoval i německý pohár (2003–04), italský pohár získal v dresu Parmy v sezóně 2001–02.